# Dentobunus albimaculatus
Dentobunus albimaculatus is een hooiwagen uit de familie Sclerosomatidae.